# Gran Premio di Francia 1930
Il Gran Premio automobilistico di Francia 1930 fu la XVI edizione del Gran Premio di Francia e si svolse il 21 settembre 1930 sul circuito cittadino di Pau. La gara si svolse con le regole della Formula Libera, ma era valida per la Formula Grand Prix. Bisognava percorrere 25 giri su un circuito di 15,835 km, per un totale di 395,875 km.
Venne vinto dalla Bugatti T35C del francese Philippe Étancelin, che diede un distacco considerevole sia alla Bentley 4½ Litre dell'inglese Tim Birkin, che si piazzò al secondo posto, sia al cileno Juan Zanelli, che arrivò terzo su una Bugatti T35B.

## Gara
Le postazioni in griglia furono stabilite partendo dal numero di gara più basso. In pole position partì il pilota francese Louis Casali alla guida di una La Perle con il numero 4; insieme a lui in prima fila, partirono Stanislas Czaykowski e Marcel Lehoux entrambi a bordo di una Bugatti, rispettivamente con il numero 6 e il numero 10.
Alla fine del primo giro fu W Williams a prendere la testa della corsa, che mantenne fino al settimo giro, quando dovette fermarsi temporaneamente per una foratura. In testa al Gran Premio era a questo punto Louis Chiron, davanti a Étancelin e Williams, il quale fece tuttavia registrare il giro più veloce con 6' 10" alla nona tornata.
Sia Chiron che Williams ebbero problemi tecnici che ne compromisero la gara e al quindicesimo giro il primo era ormai retrocesso al quinto posto per problemi alla pressione dell'olio, l'altro fu invece costretto al ritiro a causa di un guasto al motore. A questo punto della gara Étancelin era saldamente al comando con ben 2' e 43" di vantaggio su Zanelli, seguito da Birkin. Al quarto posto resisteva ancora Chiron, seguito dalla Delage 15 S8 di Robert Sénéchal. Al giro 19 il vantaggio di Étancelin continuò ad incrementare grazie alla sua guida conservativa, mentre dietro di lui continuavano ad avere problemi tecnici. Zanelli fu passato da Birkin, che aveva approfittato della sosta del pilota cileno, il quale aveva ormai completamente consumato gomme e carburante. Sénéchal e Czaykowski avevano intanto sorpassato la vettura di Chiron, il quale a sua volta, al giro 16 era stato sostituito alla guida da Guy Bouriat.
All'arrivo giunsero soltanto 10 vetture delle 25 iscritte al Gran Premio. La classifica dei primi cinque all'arrivò restò quasi invariata, tranne per l'arretramento di Sénéchal, che chiuse sesto a causa di una perdita d'olio al giro 21. Della sua fermata imprevista si avvantaggiarono Czaykowski, giunto quarto, e Jean de l'Espée (Bugatti), giunto quinto. Gli altri piloti a portare la propria vettura al traguardo furono Jean de Maleplane (Bugatti), Henri Stoffel a bordo della Peugeot 174S, seguito da René Ferrand con la stessa vettura. Chiuse al decimo posto Robert Laly con la Ariès. Fu costretta al ritiro definitivo invece l'auto di Chiron/Bouriat all'ultimo giro, a causa di una perdita d'olio.
Philippe Étancelin impiegò 2h43'18"4 per completare la gara, con oltre 3 minuti di distacco inflitti agli altri due compagni di podio. Il pilota francese colse una vittoria da outsider per merito della sua guida conservativa che gli permise di mantenere il carburante iniziale e la salute delle gomme fino alla fine della competizione. Dei dieci che finirono la gara soltanto tre non furono doppiati dal pilota francese.